# Nae-il geudae-wa
Nae-il geudae-wa (내일 그대와?), noto anche con il titolo internazionale Tomorrow, with You, è un drama coreano del 2017.

## Trama
Il ricco Yoo So-joon ha la possibilità di viaggiare nel tempo, e per sfuggire a un futuro di tristezza e infelicità decide di sposare la fotografa Song Ma-rin pur non essendone innamorato. Tuttavia, con il passare del tempo, inizia a provare davvero dei sentimenti per lei.